# Wyscheslaw von Nowgorod
Wyscheslaw Wladimirowitsch (russisch Вышеслав Владимирович; * um 977; † 1010/14) war Fürst von Nowgorod (um 990–1010/14) und ältester Sohn von Wladimir dem Großen.

## Leben
Über sein Leben gibt es nur wenige Informationen.
Er war der älteste erwähnte Sohn von Wladimir dem Großen. Seine Mutter war Allogia, eine böhmische Prinzessin oder Olofa aus Schweden.
Sein Geburtsjahr muss vor 978 gewesen sein.
Um 990 wurde er Fürst von Nowgorod. Zwischen 1010 und 1014 wurde sein Halb-Bruder Jaroslaw der Weise Fürst von Nowgorod. Sein Todesjahr ist unbekannt.
Die Saga von Olav Tryggvason berichtete von einem Fürsten Vissavald, der um 995 um die Hand von Sigrid der Stolzen angehalten haben soll. Wahrscheinlich war Wyscheslaw gemeint.
Die Historizität dieser Saga ist in den Details nicht gesichert.